# Білики (Миргородський район)
Бі́лики — село в Україні, у Миргородській міській громаді Миргородського району Полтавської області. Населення становить 839 осіб. Колишній орган місцевого самоврядування — Біликівська сільська рада.

## Географія
Село Білики знаходиться на лівому березі річки Хорол, вище за течією на відстані 1 км розташоване село Зубівка, нижче за течією на відстані 1 км розташоване місто Миргород. Поруч проходить автомобільна дорога Р42 (Т 1710).

## Населення
Згідно з переписом УРСР 1989 року чисельність наявного населення села становила 708 осіб, з яких 324 чоловіки та 384 жінки.
За переписом населення України 2001 року в селі мешкало 840 осіб.

### Мова
Розподіл населення за рідною мовою за даними перепису 2001 року:
| Мова       | Відсоток |
| ---------- | -------- |
| українська | 96,90 %  |
| російська  | 3,10 %   |

## Економіка
- Свино-товарна ферма.
- ТОВ «Промінь-Приват».

## Об'єкти соціальної сфери
- Школа.

## Символіка
Затверджена 23 червня 2011 р. рішенням № 6-IV сесії сільської ради.

### Герб
Щит хвилеподібно перетятий срібним і лазуровим. У першій частині червоний глечик із золотим і срібним рослинним орнаментом, супроводжуваний знизу вузькою хвилястою лазуровою балкою. У другій частині срібні перо і перекинута шашка з золотим руків'ям в косий хрест, супроводжувані зверху золотим розширеним хрестом. Щит вписаний в золотий декоративний картуш і увінчаний золотою короною. На блакитній девізній стрічці золотий напис «БІЛИКИ».

### Прапор
Квадратне полотнище складається з двох рівновеликих горизонтальних смуг блакитного і білого кольорів, розділених хвилеподібно. У центрі блакитної смуги жовтий розширений хрест. У центрі білої смуги червоний глечик з жовтим і білим рослинним орнаментом.